# Karin Konoval
Karin Konoval (Baltimore, Maryland, 4 de junio de 1961) es una actriz de cine, teatro y televisión estadounidense, reconocida por interpretar al orangután Maurice en las películas Rise of the Planet of the Apes, Dawn of the Planet of the Apes y War for the Planet of the Apes. También ha realizado apariciones en otras producciones como Scooby-Doo 2: Monsters Unleashed, Alone in the Dark, 2012 y Supernatural.

## Filmografía parcial

### Cine y televisión
| Año  | Producción                          | Rol                   | Notas              |
| ---- | ----------------------------------- | --------------------- | ------------------ |
| 1993 | Double, Double, Toil and Trouble    | Bruja                 |                    |
| 1998 | The Outer Limits                    | Sarah                 | Episodio: "Lithia" |
| 2001 | The Miracle of the Cards            | Editora               |                    |
| 2001 | Snow White: The Fairest of Them All | Crone                 |                    |
| 2004 | Scooby-Doo 2: Monsters Unleashed    | Aggie Wilkins         |                    |
| 2005 | Alone in the Dark                   | Clara                 |                    |
| 2006 | Black Christmas                     | Madre de Billy        |                    |
| 2007 | In the Land of Women                | Catherine Holt        |                    |
| 2007 | Tin Man                             | The Witch of the Dark |                    |
| 2009 | Supernatural                        | Señora Curry          |                    |
| 2009 | 2012                                | Sally                 |                    |
| 2010 | Tower Prep                          | Enfermera             |                    |
| 2010 | Diary of a Wimpy Kid                | Señora Irvine         |                    |
| 2010 | Elopment                            |                       |                    |
| 2011 | Rise of the Planet of the Apes      | Maurice/Court Clerk   |                    |
| 2013 | Continuum                           | Elena                 |                    |
| 2014 | Dawn of the Planet of the Apes      | Maurice               |                    |
| 2014 | Step Up: All In                     | Ana                   |                    |
| 2017 | War for the Planet of the Apes      | Maurice               |                    |
| 2020 | Snowpiercer                         | Dra. Pelton           |                    |
| 2020 | The good doctor                     | Deena Petrinca        |                    |
| 2024 | Kingdom of the Planet of the Apes   | Maurice               | Cameo              |